# Liste der Kulturdenkmäler in Osthofen
In der Liste der Kulturdenkmäler in Osthofen sind alle Kulturdenkmäler der rheinland-pfälzischen Stadt Osthofen aufgeführt. Grundlage ist die Denkmalliste des Landes Rheinland-Pfalz (Stand: 25. März 2025).

## Denkmalzonen
| Bezeichnung                    | Lage                                                    | Baujahr                            | Beschreibung | Bild                           |
| ------------------------------ | ------------------------------------------------------- | ---------------------------------- | --- | ------------------------------ |
| Denkmalzone Jüdischer Friedhof | nördlich der Stadt; Flur Am Mettenheimer Weg links Lage | Zweite Hälfte des 19. Jahrhunderts | umfriedetes Areal mit Grabsteinen von der zweiten Hälfte des 19. Jahrhunderts bis in die 1930er Jahre; Leichenwagenhalle, 19. Jahrhundert | weitere Bilder Fotos hochladen |

## Einzeldenkmäler
| Bezeichnung                                            | Lage                                                                 | Baujahr                            | Beschreibung | Bild                           |
| ------------------------------------------------------ | -------------------------------------------------------------------- | ---------------------------------- | --- | ------------------------------ |
| Eichhäuschen                                           | Altbach 1 Lage                                                       | 1874                               | ehemaliges Eichhäuschen, Rundbogenstil, 1874 | BW                             |
| Verbandsgemeindeverwaltung                             | Am Schneller 3 Lage                                                  | 1902                               | ehemaliges Finanzamt; Sandsteinquaderbau, Neurenaissance, bezeichnet 1902 | Fotos hochladen                |
| Brunnen                                                | Brunnengässchen Lage                                                 | um 1600                            | Ziehbrunnen, Renaissance, um 1600 | Fotos hochladen                |
| Steinmühle                                             | Eulenberg 18 Lage                                                    | 1823                               | Wohnhaus, bezeichnet 1823, im Kern wohl barock; Wirtschaftsgebäude, 19. oder 20. Jahrhundert | weitere Bilder Fotos hochladen |
| Spolien                                                | Friedrich-Ebert-Straße, an Nr. 26 Lage                               | 15. oder 16. Jahrhundert           | Spitzbogenblende aus Sandstein, 15. oder 16. Jahrhundert; ehemaliger Türsturz, 16. Jahrhundert | BW                             |
| Kleine Kirche                                          | Friedrich-Ebert-Straße 29 Lage                                       | nach 1700                          | ehemalige lutherische Kirche; barocker Saalbau, kurz nach 1700, 1739 Erhöhung, 1558 bezeichneter Ausbau des ehemaligen Rathausturms, 1778 Anbau des zweiten Flügels | weitere Bilder Fotos hochladen |
| Rathaus                                                | Friedrich-Ebert-Straße 31 Lage                                       | 1739                               | stattlicher barocker Mansarddachbau, 1739 | Fotos hochladen                |
| Spritzenhaus                                           | Friedrich-Ebert-Straße 33 Lage                                       | um 1860/70                         | ehemaliges Spritzenhaus, spätklassizistischer Walmdachbau, um 1860/70 | BW                             |
| Hofanlage                                              | Friedrich-Ebert-Straße 40 Lage                                       | 1818                               | Vierseithof; ehemaliges Gasthaus, herrschaftlicher Mansardwalmdachbau, bezeichnet 1818 | Fotos hochladen                |
| Keller                                                 | Friedrich-Ebert-Straße 45 Lage                                       | 1585                               | Kelleranlage unter dem Eckhaus zum Brunnengässchen samt Kelterhaus; Kellerabgang bezeichnet 1585 | BW                             |
| Kriegerdenkmal                                         | Friedrich-Ebert-Straße, vor Nr. 49 Lage                              | Ende des 19. Jahrhunderts          | Kriegerdenkmal 1870/71, Granit-Obelisk mit Bronze-Büste, Ende des 19. Jahrhunderts | Fotos hochladen                |
| Katholische Pfarrkirche St. Remigius                   | Friedrich-Ebert-Straße 51 Lage                                       | 1792                               | ehemals Liebfrauen; klassizistischer Rotsandsteinquadersaal, im Kern gotisch, 1792; an der Kirche barockes Kruzifix, Mitte des 18. Jahrhunderts | weitere Bilder Fotos hochladen |
| Hofanlage                                              | Friedrich-Ebert-Straße 53 Lage                                       | 16. bis 19. Jahrhundert            | große Hofanlage, 16. bis 19. Jahrhundert; stattliches Wohnhaus mit vierteiliger Ökonomie; bauliche Gesamtanlage | BW                             |
| Katholisches Pfarrhaus                                 | Friedrich-Ebert-Straße 55 Lage                                       | 18. Jahrhundert                    | ehemaliges katholisches Pfarrhaus; spätbarocker Walmdachbau, teilweise Fachwerk (verputzt), 18. Jahrhundert (1772?); straßenbildprägend | Fotos hochladen                |
| Spolie                                                 | Friedrich-Ebert-Straße, an Nr. 58 Lage                               | 1616                               | Rotsandsteinquader, 1616 | BW                             |
| Evangelisches Pfarrhaus                                | Friedrich-Ebert-Straße 60 Lage                                       | 1708                               | eingeschossiger Krüppelwalmdachbau von 1708, Renaissanceportal bezeichnet 1598, Hoftoranlage um 1600 | Fotos hochladen                |
| Liebfrauenstifthof                                     | Friedrich-Ebert-Straße 63 Lage                                       | 18. und 19. Jahrhundert            | Hofanlage im Wesentlichen des 18. und 19. Jahrhunderts mit barockem Wohnhaus unter Krüppelwalmdach, teilweise mit Zierfachwerk, Doppelscheune bezeichnet 1887; straßenbildprägend | BW                             |
| Torbogen                                               | Friedrich-Ebert-Straße, an Nr. 72 Lage                               | 159[x]                             | Renaissance-Torbogen mit Nebenpforte, bezeichnet 159[x] | Fotos hochladen                |
| Heimatmuseum                                           | Friedrich-Ebert-Straße 97 Lage                                       | 1899                               | ehemaliges Spritzenhaus, 1899; straßenbildprägend | BW                             |
| Spolien                                                | Friedrich-Ebert-Straße, an Nr. 100 Lage                              | 1591                               | Renaissancegewände, bezeichnet 1591 | BW                             |
| Evangelische Bergkirche                                | Kirchberg 17 Lage                                                    | 11. Jahrhundert                    | ehemalige reformierte Pfarrkirche, barocker Saalbau, 1745, im Kern romanisch, 11. Jahrhundert, Turmobergeschosse um 1200 und Ende des 19. Jahrhunderts; Sakristei, 1505; orts- und landschaftsbildprägend; um die Kirche klassizistische Grabmäler; Alter Friedhof mit gründerzeitlichen Grabmälern, 19. Jahrhundert | weitere Bilder Fotos hochladen |
| Getreidesilo der Lorchsmühle                           | Lorchsmühlweg 22 Lage                                                | 1938                               | ehemaliges Getreidesilo der Lorchsmühle, 1938; technische Ausstattung | Fotos hochladen                |
| Wohn- und Geschäftshaus                                | Ludwig-Schwamb-Straße 6 Lage                                         | 1911                               | neubarockes Wohn- und Geschäftshaus, teilweise Fachwerk, Krüppelwalm, bezeichnet 1911; straßenbildprägend | Fotos hochladen                |
| Wohnhäuser und Darre                                   | Ludwig-Schwamb-Straße 9/11 Lage                                      | ab 1607                            | Nr. 9 spätklassizistisches Wohnhaus, 1892, Architekt Grüning, Offenbach; Nr. 11 mit Renaissance-Torbogen, bezeichnet 1607; straßenbildprägend; zugehörig Trocknungsofen der ehemaligen Mälzerei Schill, 1930er Jahre; bauliche Gesamtanlage                                                                          | Fotos hochladen                |
| Wohnhaus                                               | Ludwig-Schwamb-Straße 10 Lage                                        | 17. Jahrhundert                    | Fachwerkhaus, teilweise massiv, 17. Jahrhundert; Nebengebäude, teilweise Fachwerk, 18. Jahrhundert | Fotos hochladen                |
| Furtmühle                                              | Ludwig-Schwamb-Straße 18 Lage                                        | 16. Jahrhundert                    | ehemalige Furtmühle, im Kern frühneuzeitlich, Umbau Ende des 19. Jahrhunderts; Renaissance-Torbogen mit Pforte, bezeichnet 1598; straßenbildprägend; bauliche Gesamtanlage | Fotos hochladen                |
| Wohnhaus                                               | Ludwig-Schwamb-Straße 22 Lage                                        | 1715                               | barockes Wohnhaus, teilweise Zierfachwerk, 1715 | Fotos hochladen                |
| Wohnhaus                                               | Ludwig-Schwamb-Straße 31 Lage                                        | erste Hälfte des 18. Jahrhunderts  | Wohnhaus; spätbarocker Krüppelwalmdachbau, erste Hälfte des 18. Jahrhunderts | Fotos hochladen                |
| Wohnhaus                                               | Schwerdstraße 11 Lage                                                | 1898                               | stattliches villenartiges Wohnhaus, bezeichnet 1898, Hoftor bezeichnet 1899, Garten; bauliche Gesamtanlage; städtebaulich bedeutend | BW                             |
| Wohnhaus                                               | Schwerdstraße 13 Lage                                                | 1893                               | repräsentatives villenartiger Walmdachbau, bezeichnet 1893, Hoftore und Garten; bauliche Gesamtanlage | BW                             |
| Amtsgericht                                            | Schwerdstraße 18 Lage                                                | 1897                               | ehemaliges Amtsgericht; gründerzeitlicher Klinkerbau, bezeichnet 1897 | Fotos hochladen                |
| Hofanlage                                              | Tempelgasse 2 Lage                                                   | erste Hälfte des 18. Jahrhunderts  | Vierseithof; barockes Wohnhaus, teilweise Zierfachwerk, erste Hälfte des 18. Jahrhunderts; Wirtschaftsgebäude, 19. Jahrhundert | Fotos hochladen                |
| Weingut                                                | Ziegelhüttenweg 9 Lage                                               | 1889                               | Weingut, 1889; spätklassizistischer Putzbau; zugehörig Hof und rückwärtiges Kelterhaus, 1899; bauliche Gesamtanlage | BW                             |
| Gedenkstätte Osthofen (ehemaliges Konzentrationslager) | Ziegelhüttenweg 38 Lage                                              | 1872                               | 1872 als Papierfabrik erbaut, 1908 erweitert; gründerzeitliche Baugruppe aus Klinkern mit stattlichen Produktions- und Verwaltungsgebäuden, teils mit Zinnenkranz; 1933/34 Konzentrationslager Osthofen | weitere Bilder Fotos hochladen |
| Leckzapfen                                             | nordwestlich der Stadt; Flur Am Leckzapfen (Bechtheimer Hohl 1) Lage | zweite Hälfte des 19. Jahrhunderts | Weinbergshaus, neugotischer burgartiger Klinkerbau, Rundturm, zweite Hälfte des 19. Jahrhunderts | weitere Bilder Fotos hochladen |
| Weinbergspavillon                                      | nordwestlich der Stadt; (Bechtheimer Hohl) Lage                      | 1908                               | turmartiger Unterbau mit Laube, bezeichnet 1908, doppelläufige Treppenanlage | BW                             |
| Weinbergshaus                                          | nordwestlich der Stadt; Flur Auf dem Schnapp Lage                    | um 1900                            | Weinbergshaus, Ziegelbau, normannisch-maurischer Stil, um 1900 | Fotos hochladen                |
| Wasserwerk                                             | östlich der Stadt (Rheinstraße 71) Lage                              | 1905/06                            | Wasserwerk; Maschinenhalle, Jugendstil-Klinkerbau, 1905/06, samt Werkstattgebäude und Einfriedung mit Brunnen; bauliche Gesamtanlage | Fotos hochladen                |
| Wasserbehälter                                         | südwestlich der Stadt; Flur Auf dem Kirschberg Lage                  | um 1905                            | neuklassizistischer Bossenquaderbau, um 1905 | Fotos hochladen                |
| Weinbergshaus                                          | südwestlich der Stadt; Flur Auf der Köhm Lage                        | zweite Hälfte des 19. Jahrhunderts | Weinbergshaus, turmartiger Bau mit Plattform, zweite Hälfte des 19. Jahrhunderts | Fotos hochladen                |
| Weinbergshaus                                          | südwestlich der Stadt; Flur Hinter der Kirche Lage                   | 1900                               | Weinbergshaus, achteckiger neugotischer Turm, bezeichnet 1900/27 | Fotos hochladen                |
| Mühlheimer Hof                                         | Mühlheim, Mühlheimer Hof 2 Lage                                      | 1844–1848                          | Ökonomiegebäude, 1844–1848; langgestreckter Putzbau mit Frucht- und Heuspeichergeschoss; eine der größten kreuzgratgewölbten Stallanlagen Rheinhessens | BW                             |
| Altmühle                                               | Mühlheim, Schleifgasse 6/8 Lage                                      | 13. Jahrhundert                    | ehemalige Altmühle, 13. Jahrhundert; Vierseithof aus Putzbauten unter Satteldach, 18. bis 20. Jahrhundert; bauliche Gesamtanlage | BW                             |

## Ehemalige Kulturdenkmäler
| Bezeichnung | Lage                         | Baujahr         | Beschreibung                                                                  | Bild |
| ----------- | ---------------------------- | --------------- | ----------------------------------------------------------------------------- | ---- |
| Wohnhaus    | Ludwig-Schwamb-Straße 2 Lage | 18. Jahrhundert | barockes Wohnhaus, 18. Jahrhundert; abgebrochen und aus Denkmalliste gelöscht | BW   |